# Искра (1943)
„Искра“ е гръцки комунистически вестник, орган на Районния комитет на Комунистическата партия на Гърция за Мъглен (Караджова), излизал в 1943 година във Воден (Едеса), окупирана Гърция.

## История
Вестникът излиза от септември 1943 до края октомври 1943 година. Печата се в малък формат в печатница във Воден на мъгленски диалект, но с гръцка азбука, като версия на гръцкия вестник „Флога“, орган на Окръжния комитет на КПГ. Вестникът спира да излиза след третия или след седмия си брой, тъй като Околийският комитет на КПГ смята, че е излишно излизането и на друг вестник заедно с „Флога“.